# Hyla andersonii
La rana arbórea del yermo de Pinos (Hyla andersonii o Dryophytes andersonii) es una especie de anfibio de la familia Hylidae. Habita en Estados Unidos. Se consideró en peligro de extinción hasta el hallazgo de nuevas poblaciones en Florida.
Miden de 25 a 76 mm. Son de color verde con bandas anchas oscuras. A menudo tienen marcas naranjas o doradas en las partes ocultas por las patas.

## Alimentación
Se alimentan de invertebrados; saltamontes, grillos, arañas, hormigas, moscas y otros insectos componen la dieta de las ranas arborícolas adultas de esta especie. Los renacuajos consumen algas, invertebrados microscópicos y vegetación acuática.[cita requerida]